# Streltjanska Luda Jana
Streltjanska Luda Jana (bulgariska: Стрелчанска Луда Яна) är ett vattendrag i Bulgarien.   Det ligger i regionen Pazardzjik, i den centrala delen av landet, 80 km öster om huvudstaden Sofia.
Trakten runt Streltjanska Luda Jana består till största delen av jordbruksmark. Runt Streltjanska Luda Jana är det ganska tätbefolkat, med 192 invånare per kvadratkilometer.